# Beuroner Kunstschule

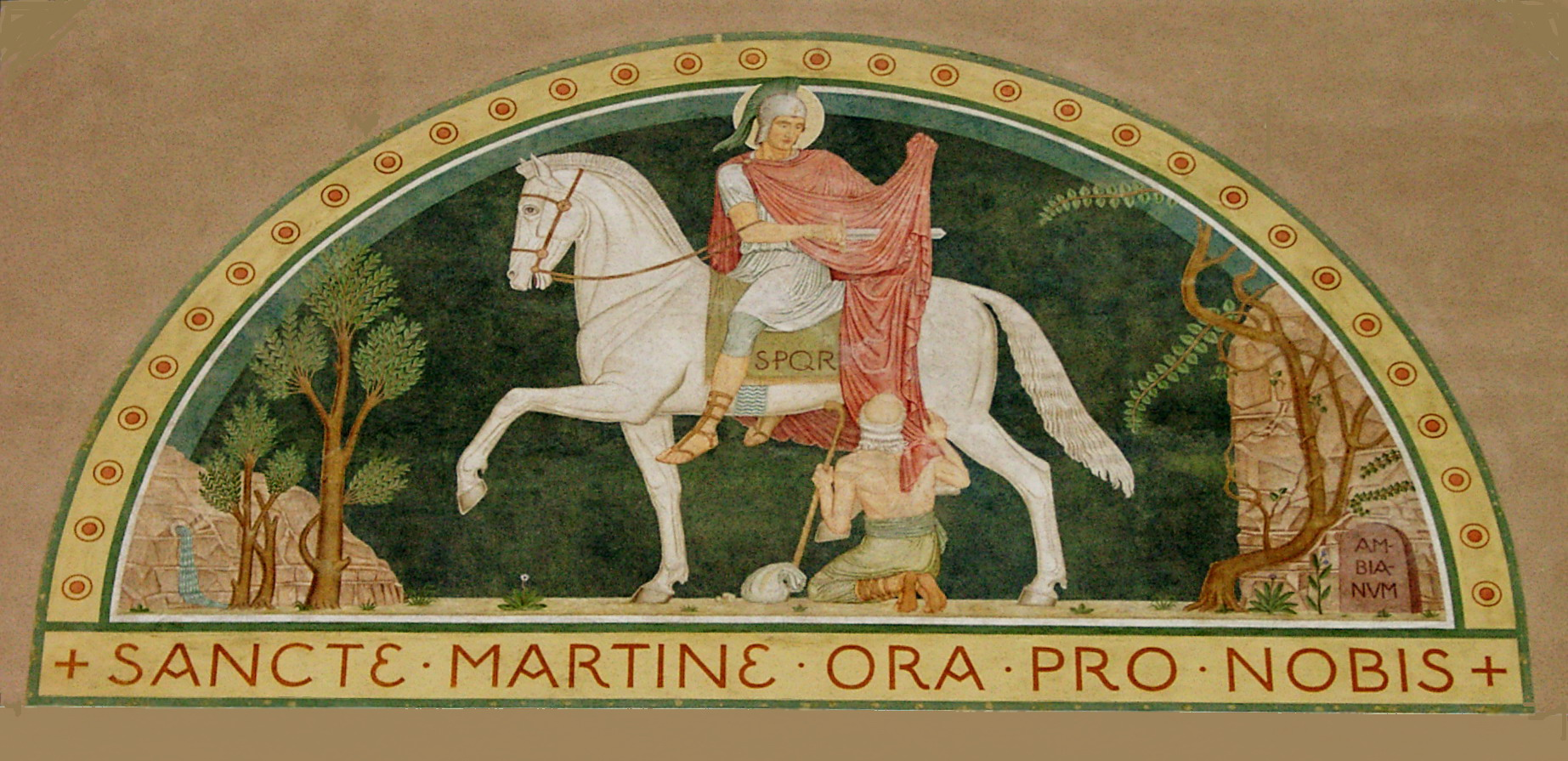
St.-Martin-Fresko in Beuron

Als Beuroner Kunstschule (auch Beuroner Schule) wird eine Gruppe von Künstlern bezeichnet, die 1868 in der Abtei Beuron im Tal der oberen Donau zur Erneuerung der katholisch-kirchlichen Kunst begründet wurde. Die Schule orientierte sich stark an der ägyptischen, altchristlichen und byzantinischen Kunst und wirkte im ganzen eher anregend als wirklich erneuernd. In ihrem Erneuerungsbestreben, eine religiöse Kunst wiederzubeleben, knüpften sie an die Grundideen der Nazarener an.

## Gründung

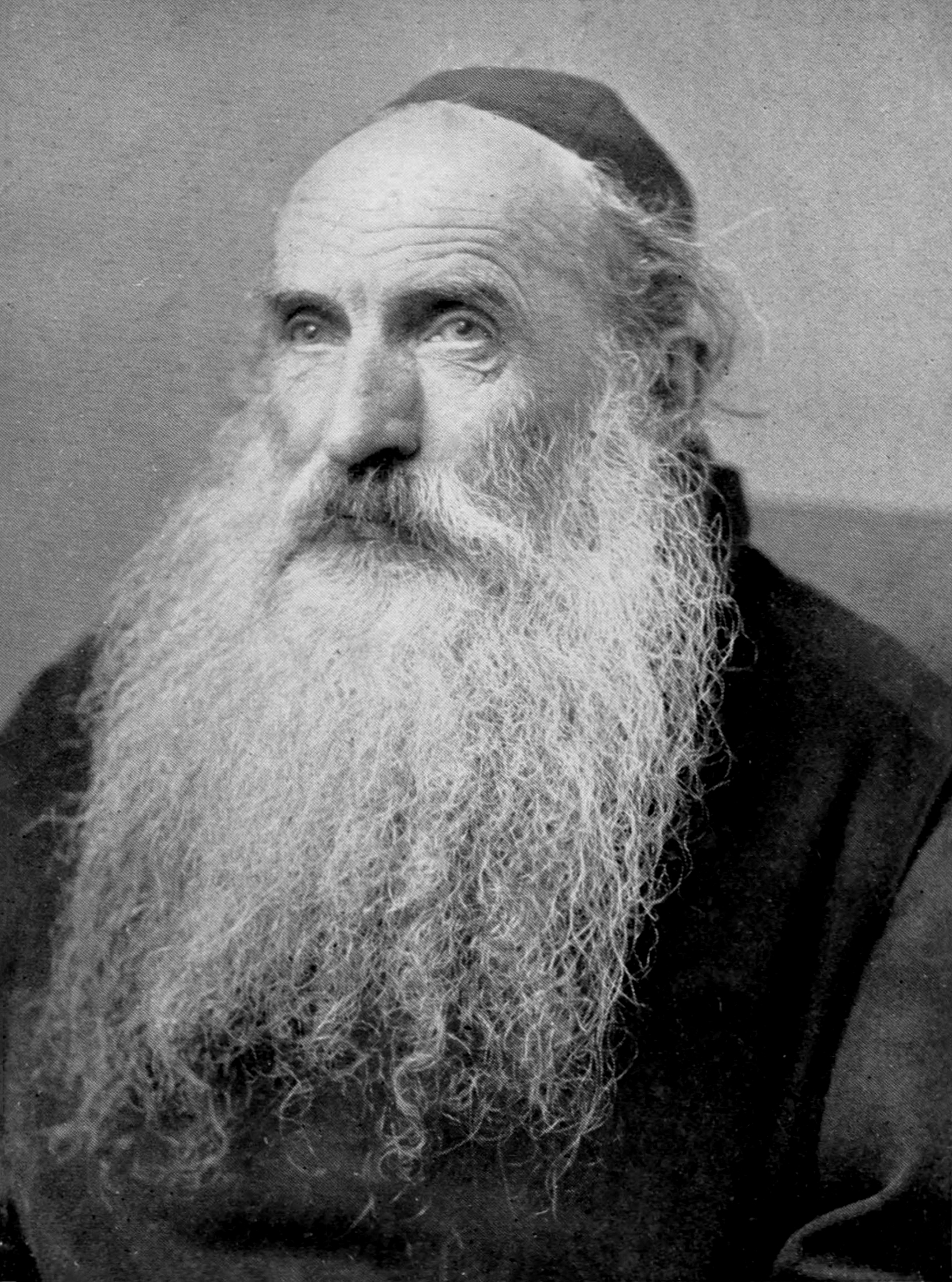
Peter Lenz als Pater Desiderius Lenz OSB in Beuron (1905)

Anreger und Wortführer waren der Architekt, Maler und Bildhauer Pater Desiderius Lenz (geb. Peter Lenz; * 1832 in Haigerloch; † 1928 in Beuron), der Kaulbach-Schüler und Konvertit Pater Gabriel Wüger (geb. Jacob Wüger; * 1829 in Steckborn; † 1892 in Monte Cassino, schweizerisch-reformiert aufgewachsen) und Pater Lukas Steiner (geb. Fridolin Steiner; * 1849 in Ingenbohl/Schwyz; † 1906 in Beuron).
Lenz hatte von der Fürstin Katharina von Hohenzollern-Sigmaringen den Auftrag zum Bau der Mauruskapelle bei Beuron erhalten und zog für die Ausstattungsarbeiten seine befreundeten Kollegen hinzu (1868–1870). Alle drei traten in der Folge in das Kloster Beuron ein. Gemeinsam malten sie von 1874 bis 1879 auch das Erzkloster des Benediktinerordens auf dem Montecassino aus. Ein weiteres Hauptwerk ist die Beuroner Gnadenkapelle unter maßgeblicher Beteiligung von Pater Paulus Krebs. Zeugnisse finden sich in Form von Wandbildern auch noch im Beuroner Straßenbild: Unter dem Giebel des baufälligen Klosterhofs befinden sich noch mehrere Engelsdarstellungen. Dem Klosterhof gegenüberliegend befinden sich Gemälde am Haus Schäfer. Diese stammen aus dem Sommer 1910 von Karl Caspar (1870–1956), einem der bedeutendsten Vertreter der sakralen Kunst in der ersten Hälfte des 20. Jahrhunderts.
Laut Hubert Krins (Tübingen) waren um 1910 die Arbeiten der Beuroner Kunstschule bereits in Misskredit geraten. Viele der Werke wurden zerstört. Selbst in Beuron wurden Zeugnisse dieser Kunstrichtung im Zuge einer Wiederherstellung des barocken Erscheinungsbilds der Klosterkirche entfernt.
Weiterer Vertreter der Beuroner Kunstschule war Willibrord Jan Verkade (1868–1946), der der Künstlergruppe der Nabis angehörte. Er lernte bei der Ausschmückung der Gabrielskirche in Prag Desiderius Lenz kennen. Ein Ableger der Beuroner Kunstschule wurde 1890 in der belgischen Abtei Maredsous gegründet.
Bruder Notker Becker, OSB (1883–1978) schuf Spätwerke dieser Kunstrichtung.

## Bauten

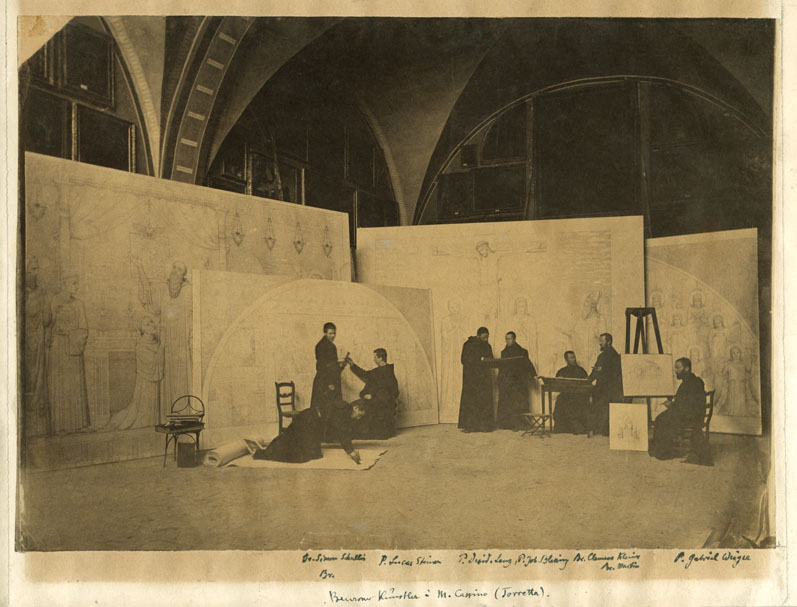
Beuroner Maler in Monte Cassino 1878

Folgende Bauten wurden unter direkter Mitwirkung der Begründer der Beuroner Schule errichtet oder umgestaltet:
- Abteikirche (nach dem Zweiten Weltkrieg jedoch weitgehend rebarockisiert) und Gnadenkapelle der Erzabtei Beuron
- Mauruskapelle bei Beuron
- Pfarrkirche St. Peter in Irndorf
- Erzabtei Montecassino
- Abtei Emaus in Prag
- Abtei St. Gabriel in Prag
- Herzjesukirche in Meßkirch (1875, heute Herz-Jesu-Heim)
- Abtei St. Hildegard (Rüdesheim am Rhein)
- Schlosskapelle Räckelwitz b. Kamenz (1883–1885)
- Beuronkapelle in Teplitz (1888–1889)
- Schlosskapelle Gaußig, Kr. Bautzen (1894–1895)
- Abteikirche Maredsous
- Klosterkirche zur Heiligen Familie in St. Ludwig

Zahlreiche Entwürfe kamen nicht zur Ausführung. Die Zahl der Nachfolgebauten, die von Ideen der Beuroner Kunstschule beeinflusst wurden, ist groß und nach momentanem Forschungsstand kaum zu überblicken. Sie befinden sich in Deutschland, Österreich, Tschechien, USA und sogar Brasilien.

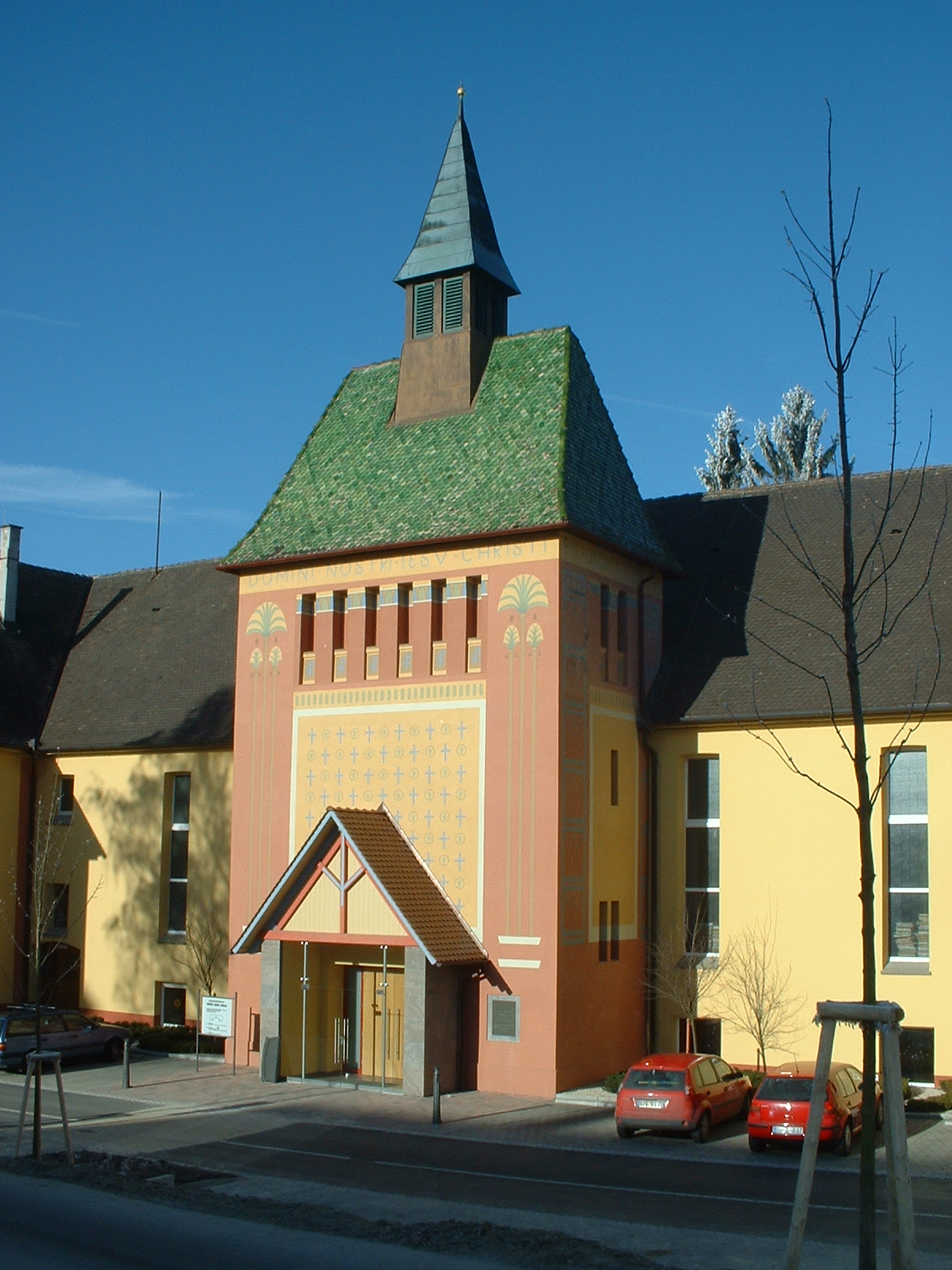
Die 1875 von Beuroner Mönchen gestaltete Herzjesukirche, heute Herz-Jesu-Heim in Meßkirch, 2005 renoviert
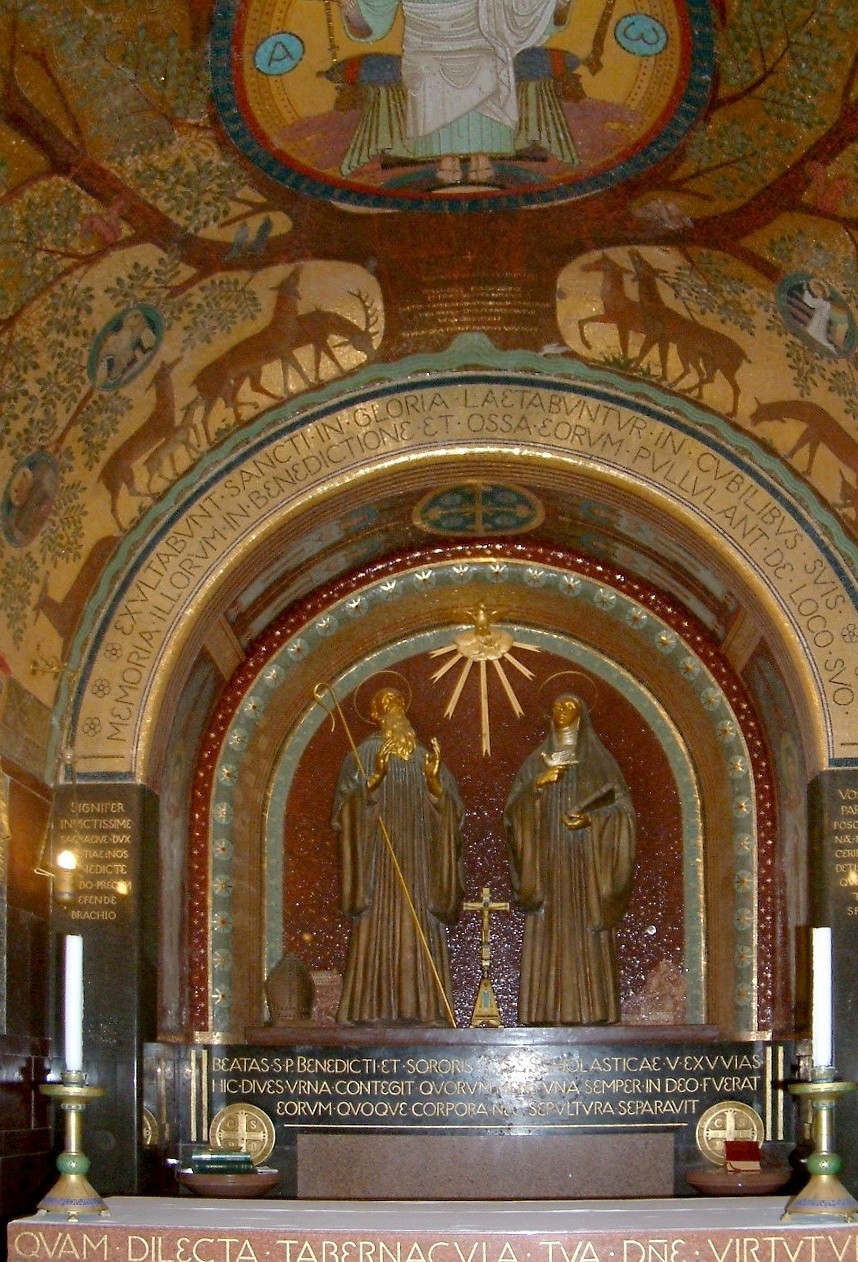
Krypta in Monte Cassino
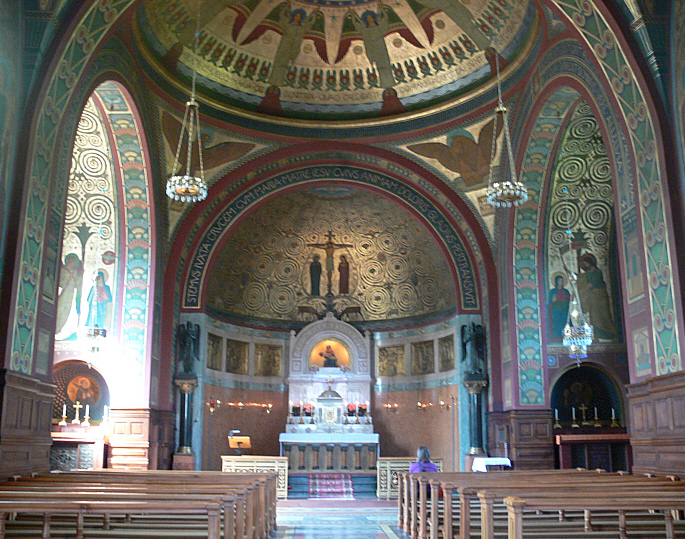
Gnadenkapelle (an die Nordseite der Beuroner Abteikirche angebaut)
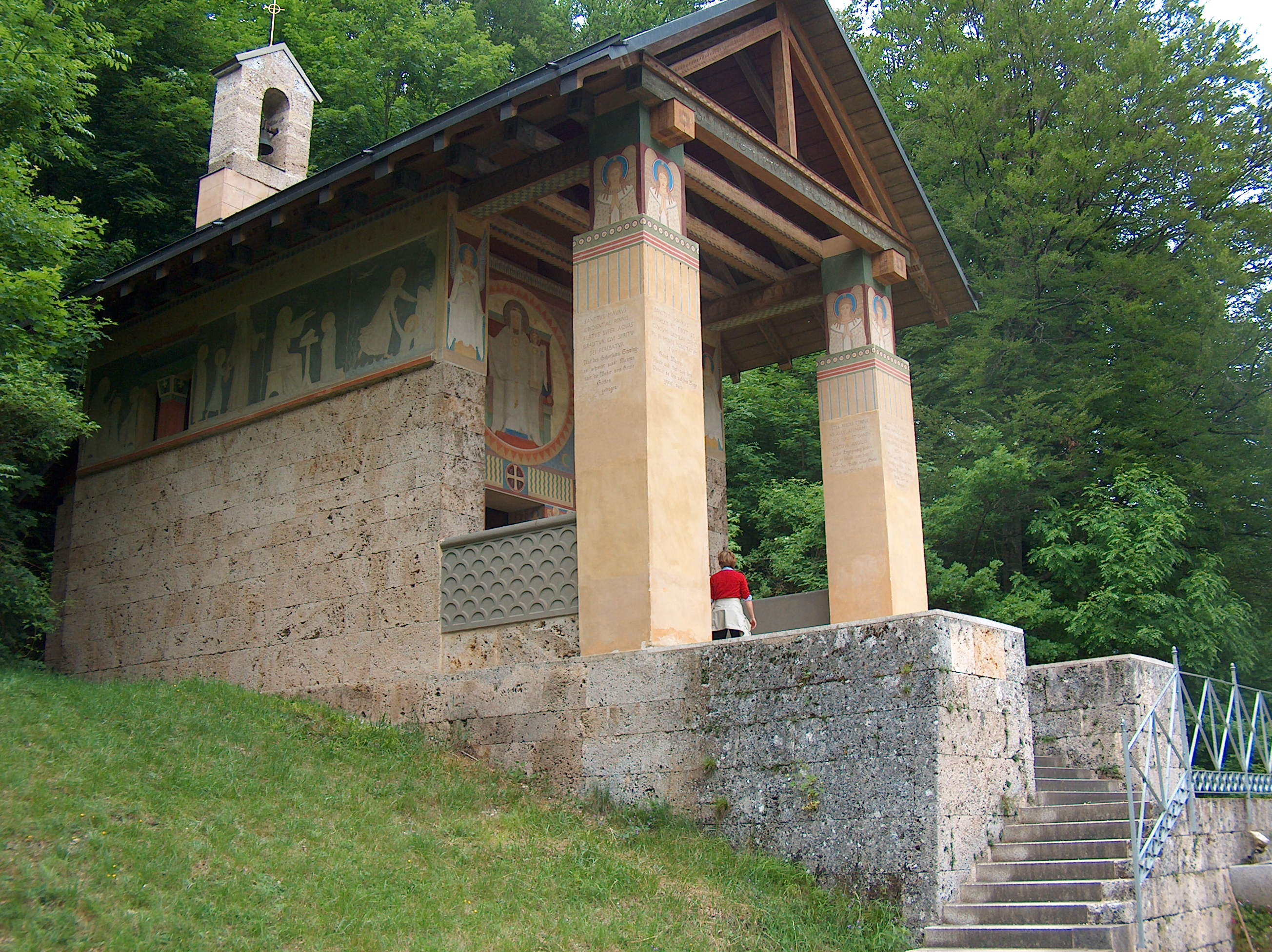
Die St.-Maurus-Kapelle bei Beuron
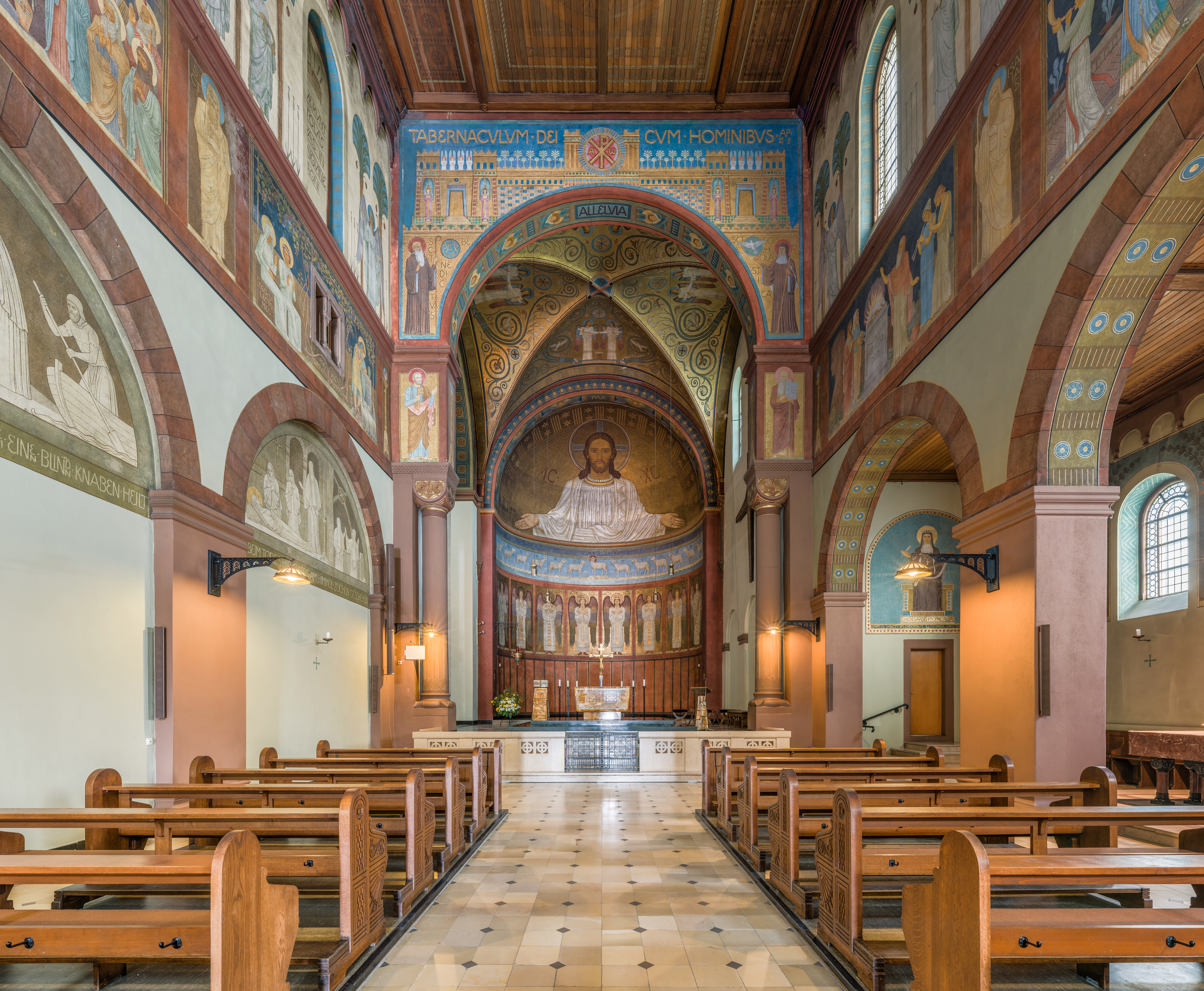
Abtei St. Hildegard
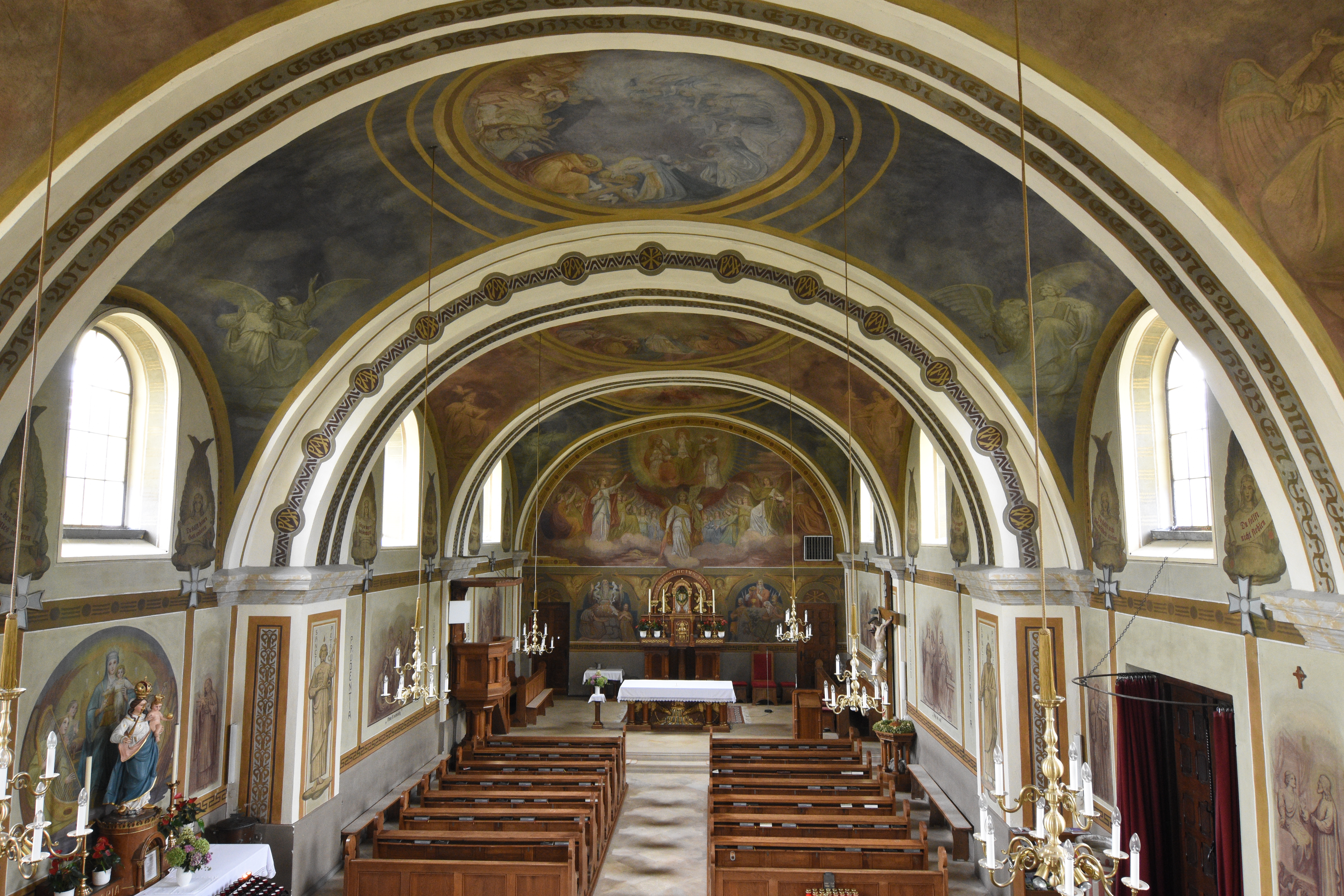
Pfarrkirche St. Michael im Burgenland
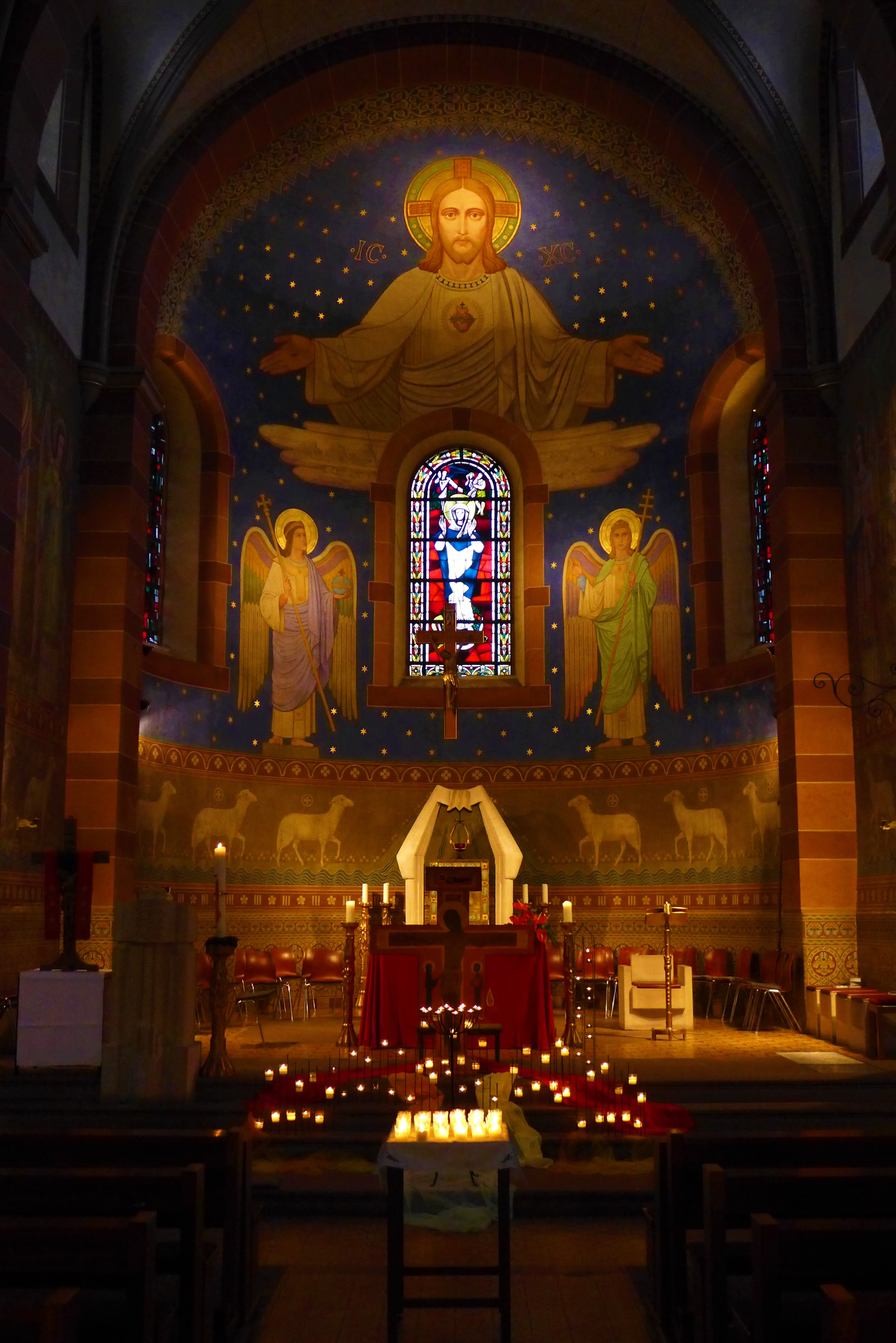
Apsisgemälde "Jesus Christus als Pantokrator" St. Remigius (Bliesen)